# 慶光院利致
慶光院 利致（けいこういん よしかず、昭和22年〈1947年〉12月18日 - ）は、日本の神職。霧島神宮宮司。

## 生涯
1947年（昭和22年）、東京都渋谷区に於いて、神宮式年遷宮再興に尽力した慶光院院主の遺跡を継承し興された家に生まれる。1970年（昭和45年）3月、國學院大學を卒業した。
卒業後は明治神宮に奉職し、1975年（昭和50年）に同宮権禰宜に就任、1999年（平成11年）には禰宜に昇任した。

### 伊勢神宮祠官として
2002年（平成14年）4月、伊勢神宮権禰宜に転任した。
2005年（平成15年）、同宮禰宜に昇任した。3月17日、神宮司庁総務部次長として、庭野日鑛立正佼成会会長を外宮に案内した。6月5日から、護山神社に於いて神宮式年遷宮御用材伐採式が執り行われ、神宮司庁から利致らが供奉した。6月20日、御樋代木奉迎送の反省と今後の課題を話し合うため総務課中西直樹と共に護山神社を訪れた。また同年より2006年（平成18年）まで、伊勢ライオンズクラブの市民教育委員であった。
2007年（平成19年）6月22日、第28回埼玉県神社関係者大会が開催され、北白川道久大宮司の代理来賓としてこれに出席した。
2008年（平成20年）には神宮司庁総務部長へ昇格した。
2010年（平成22年）には伊勢警察署協議会の委員に名を連ねた。
2012年（平成24年）10月30日には、東日本大震災で被災した新山神社の本殿竣功奉告祭が斎行され、これに出席した。また、第62回神宮式年遷宮の造営庁総務部長を務め、2013年（平成25年）10月、先祖と同じように遷宮に奉仕した。

### 霧島神宮宮司として
2014年（平成26年）10月1日、霧島神宮宮司に転任した。
2016年（平成28年）には、鹿児島県神社庁顧問に就任し、同年中に霧島神宮誌編纂委員会を創設した。
2019年（平成31年）、神職身分特級に昇格した。これを承けて、6月25日には鹿児島市内のホテルで神職身分特級昇進を祝う会が開催され、中重真一霧島市長らの祝賀を受けた。
2022年（令和4年）2月9日、官報告示により霧島神宮の本殿・幣殿・拝殿が国宝指定を受け、2月11日には奉祝行事を開いた。3月22日、中重市長から霧島市役所にて「国宝」指定書の伝達式が開かれ、これを受け取った。

## 出演

### ラジオ
- キラリ霧島・再発見（2017年2月15日、FMきりしま） - ゲスト出演[* 9]

## 著作

### 寄稿
- 「刊行に寄せて」『霧島神宮誌』霧島神宮誌編纂委員会編、霧島神宮、2019年9月19日。

### 書籍出典
1. 1 2 3 4 5 6 7 8 9 10 11  赤﨑大和 2019, p. 469.
2. ↑  南條喜三郎 2007, p. 8.
3. ↑  度会町 2010, p. 14.

### サイト出典
1. 1 2  “第１８回　すきや連例会(２６年夏例会)が伊勢市「若柳」で開催された。”. 江戸東京野菜通信 (2014年8月10日). 2020年9月22日時点のオリジナルよりアーカイブ。2022年5月13日閲覧。
2. ↑  「庭野会長、伊勢神宮に参拝」『立正佼成会ニュース』2005年3月25日。オリジナルの2022年4月30日時点におけるアーカイブ。
3. 1 2  “神社年表”.   護山神社. 2015年6月14日時点のオリジナルよりアーカイブ。2023年9月16日閲覧。
4. ↑  “委員会【2005～2006年】”. 2007年12月1日時点のオリジナルよりアーカイブ。2023年9月16日閲覧。
5. ↑  “桃生支部管内・新山神社本殿竣功報告祭”. 社務だより｜延喜式内飯野山神社 (2012年10月30日). 2022年5月13日閲覧。
6. ↑  “6月25日（火曜日）慶光院利致宮司の神職身分特級昇進を祝う会、市観光協会定時総会及び10周年記念祝賀会”.   霧島市 (2019年6月25日). 2022年4月30日時点のオリジナルよりアーカイブ。2022年5月13日閲覧。
7. ↑  「国宝指定を華やかに祝う　霧島神宮　3連休初日、参拝者でにぎわい」『南日本新聞』2022年2月11日。オリジナルの2022年2月11日時点におけるアーカイブ。
8. ↑  「霧島神宮に「国宝」指定書　霧島市役所で伝達式」『南日本新聞』2022年3月23日。オリジナルの2022年3月23日時点におけるアーカイブ。
9. ↑  “～2月15日水曜日のゲストの皆さん～”. FMきりしまパーソナリティブログ (2017年2月17日). 2022年5月18日時点のオリジナルよりアーカイブ。2022年5月19日閲覧。